# Королевский астроном Ирландии
Королевский астроном Ирландии (англ. Royal Astronomer of Ireland) — титул, который присваивался профессору астрономии Тринити-колледжа и директору астрономической обсерватории в Дансинке близ Дублина. Введён указом английского короля Георга III в 1792 и просуществовал до момента обретения Ирландией независимости от Великобритании в 1921.

## Список Королевских астрономов Ирландии
- 1783—1792 Генри Ушер (первый Эндрюсовский профессор астрономии)
- 1792—1827 Джон Бринкли (первый Королевский астроном Ирландии)
- 1827—1865 Сэр Уильям Роуэн Гамильтон
- 1865—1874 Франц Брюннов
- 1874—1892 Сэр Роберт Стауэлл Болл
- 1892—1897 Артур Олкок Рембо
- 1897—1906 Чарльз Джаспер Джоули
- 1906—1912 Сэр Эдмунд Тейлор Уиттекер
- 1912—1921 Генри Крозер Китинг Пламмер.